# Liste der Baudenkmale in Jade (Gemeinde)
In der Liste der Baudenkmale in Jade sind die Baudenkmale der niedersächsischen Gemeinde Jade und ihrer Ortsteile aufgelistet. Der Stand der Liste ist der 26. Juni 2022.

## Allgemein
In den Spalten befinden sich folgende Informationen:
- Lage: die Adresse des Baudenkmales und die geographischen Koordinaten. Kartenansicht, um Koordinaten zu setzen. In der Kartenansicht sind Baudenkmale ohne Koordinaten mit einem roten Marker dargestellt und können in der Karte gesetzt werden. Baudenkmale ohne Bild sind mit einem blauen Marker gekennzeichnet, Baudenkmale mit Bild mit einem grünen Marker.
- Bezeichnung: Bezeichnung des Baudenkmales
- Beschreibung: die Beschreibung des Baudenkmales. Unter § 3 Abs. 2 NDSchG werden Einzeldenkmale und unter § 3 Abs. 3 NDSchG Gruppen baulicher Anlagen und deren Bestandteile ausgewiesen.
- ID: die Objekt-ID des Baudenkmales
- Bild: ein Bild des Baudenkmales, ggf. zusätzlich mit einem Link zu weiteren Fotos des Baudenkmals im Medienarchiv Wikimedia Commons. Wenn man auf das Kamerasymbol klickt, können Fotos zu Baudenkmalen aus dieser Liste hochgeladen werden:

## Jaderaltendeich
| Lage                                        | Bezeichnung           | Beschreibung | ID       | Bild           |
| ------------------------------------------- | --------------------- | ------------ | -------- | -------------- |
| Jader Straße 27 53° 20′ 33″ N, 8° 13′ 36″ O | Wohnhaus              |              | 36117988 | BW             |
| Jader Straße 27 53° 20′ 34″ N, 8° 13′ 37″ O | Stallgebäude          |              | 36118017 | BW             |
| Jader Straße 27 53° 20′ 35″ N, 8° 13′ 35″ O | Nebengebäude          |              | 36118946 | BW             |
| Kirchweg 12 53° 20′ 26″ N, 8° 14′ 21″ O     | St.-Trinitatis-Kirche |              | 36117961 | Weitere Bilder |
| Kirchweg 12 53° 20′ 25″ N, 8° 14′ 19″ O     | Kirchwurt             |              | 36119017 | BW             |
| Kirchweg 12 53° 20′ 24″ N, 8° 14′ 21″ O     | Kriegerdenkmal        |              | 36118045 | BW             |
| Kirchweg 12 53° 20′ 26″ N, 8° 14′ 17″ O     | Friedhof              |              | 36119156 | BW             |

## Jaderaltensiel
| Lage                                 | Bezeichnung   | Beschreibung | ID       | Bild |
| ------------------------------------ | ------------- | ------------ | -------- | ---- |
| Ölstraße 53° 21′ 36″ N, 8° 12′ 17″ O | Straßenbrücke |              | 36118068 | BW   |

## Jaderaußendeich
| Lage                                               | Bezeichnung         | Beschreibung | ID       | Bild |
| -------------------------------------------------- | ------------------- | ------------ | -------- | ---- |
| Außendeicher Straße 2 53° 21′ 8″ N, 8° 14′ 57″ O   | Gulfhaus            |              | 36118096 | BW   |
| Außendeicher Straße 2 53° 21′ 7″ N, 8° 14′ 57″ O   | Baumbestand         |              | 36119040 | BW   |
| Außendeicher Straße 4 53° 21′ 13″ N, 8° 14′ 58″ O  | Gulfhaus            |              | 36118123 | BW   |
| Außendeicher Straße 4 53° 21′ 13″ N, 8° 14′ 55″ O  | Baumbestand         |              | 36119087 | BW   |
| Außendeicher Straße 16 53° 21′ 36″ N, 8° 15′ 15″ O | Gulfhaus            |              | 36118150 | BW   |
| Außendeicher Straße 28 53° 22′ 2″ N, 8° 14′ 41″ O  | Gulfhaus            |              | 36118879 | BW   |
| Bundesstraße 97 53° 22′ 47″ N, 8° 14′ 57″ O        | Schönhof (Gulfhaus) |              | 36118538 | BW   |

## Jaderberg
| Lage                                            | Bezeichnung                    | Beschreibung | ID       | Bild |
| ----------------------------------------------- | ------------------------------ | ------------ | -------- | ---- |
| Bahnweg 13 53° 20′ 35″ N, 8° 10′ 59″ O          | Gulfhaus                       |              | 36118176 | BW   |
| Hakenweg 5 53° 19′ 51″ N, 8° 11′ 30″ O          | Wohn-/ Wirtschaftsgebäude      |              | 36117856 | BW   |
| Hakenweg 6 53° 19′ 52″ N, 8° 11′ 45″ O          | Wohn-/ Wirtschaftsgebäude      |              | 36118203 | BW   |
| Hakenweg 6 53° 19′ 52″ N, 8° 11′ 45″ O          | Stallgebäude                   |              | 36118229 | BW   |
| Kastanienallee 9 53° 20′ 4″ N, 8° 11′ 29″ O     | Cordeshof (Gulfhaus)           |              | 36118922 | BW   |
| Kastanienallee 9 53° 20′ 4″ N, 8° 11′ 30″ O     | Cordeshof (Stallanbau)         |              | 36118971 | BW   |
| Tiergartenstraße 73 53° 19′ 38″ N, 8° 11′ 12″ O | Reit- und Fahrschule Jaderberg |              | 36118810 | BW   |
| Vareler Straße 26 53° 20′ 25″ N, 8° 11′ 18″ O   | Wohn-/ Wirtschaftsgebäude      |              | 36118254 | BW   |

## Jaderkreuzmoor Süd
| Lage                                           | Bezeichnung               | Beschreibung | ID       | Bild |
| ---------------------------------------------- | ------------------------- | ------------ | -------- | ---- |
| Kreuzmoorstraße 26 53° 18′ 57″ N, 8° 13′ 47″ O | Wohn-/ Wirtschaftsgebäude |              | 36118278 | BW   |
| Kreuzmoorstraße 26 53° 18′ 57″ N, 8° 13′ 48″ O | Scheune                   |              | 36118306 | BW   |

## Jaderlangstraße
| Lage                                           | Bezeichnung               | Beschreibung | ID       | Bild |
| ---------------------------------------------- | ------------------------- | ------------ | -------- | ---- |
| Jaderlangstraße 36 53° 17′ 21″ N, 8° 15′ 53″ O | Wohn-/ Wirtschaftsgebäude |              | 36118332 | BW   |

## Nordmentzhausen
| Lage                                       | Bezeichnung               | Beschreibung | ID       | Bild |
| ------------------------------------------ | ------------------------- | ------------ | -------- | ---- |
| Braker Straße 10 53° 21′ 0″ N, 8° 17′ 2″ O | Wohn-/ Wirtschaftsgebäude |              | 36118358 | BW   |

## Schweiburgermühle
| Lage                                       | Bezeichnung               | Beschreibung | ID       | Bild |
| ------------------------------------------ | ------------------------- | ------------ | -------- | ---- |
| Bäderstraße 86 53° 24′ 14″ N, 8° 16′ 19″ O | Wohn-/ Wirtschaftsgebäude |              | 36118386 | BW   |
| Bäderstraße 86 53° 24′ 13″ N, 8° 16′ 20″ O | Gulfscheune               |              | 36118486 | BW   |
| Bäderstraße 86 53° 24′ 14″ N, 8° 16′ 21″ O | Stallgebäude              |              | 36118464 | BW   |

## Südbollenhagen
| Lage                                                 | Bezeichnung               | Beschreibung | ID       | Bild |
| ---------------------------------------------------- | ------------------------- | ------------ | -------- | ---- |
| Bollenhagener Straße 105 53° 18′ 23″ N, 8° 16′ 17″ O | Wohn-/ Wirtschaftsgebäude |              | 36118437 | BW   |

## Süderschweiburg
| Lage                                         | Bezeichnung              | Beschreibung | ID       | Bild           |
| -------------------------------------------- | ------------------------ | ------------ | -------- | -------------- |
| Bundesstraße 437 53° 23′ 27″ N, 8° 17′ 0″ O  | Gulfhaus                 |              | 36118511 | BW             |
| Kirchenstraße 69 53° 23′ 35″ N, 8° 15′ 48″ O | Süderschweiburger Kirche |              | 36118566 | Weitere Bilder |
| Kirchenstraße 69 53° 23′ 36″ N, 8° 15′ 49″ O | Kirchenwurt              |              | 36118994 | BW             |
| Kirchenstraße 69 53° 23′ 35″ N, 8° 15′ 47″ O | Friedhof                 |              | 36118593 | BW             |
| Kirchenstraße 69 53° 23′ 36″ N, 8° 15′ 50″ O | Kriegerdenkmal           |              | 36118619 | BW             |

## Südmentzhausen
| Lage                                      | Bezeichnung               | Beschreibung | ID       | Bild |
| ----------------------------------------- | ------------------------- | ------------ | -------- | ---- |
| Middelreeg 26 53° 18′ 19″ N, 8° 18′ 11″ O | Wohn-/ Wirtschaftsgebäude |              | 36118643 | BW   |
| Middelreeg 26 53° 18′ 19″ N, 8° 18′ 12″ O | Scheune                   |              | 36118669 | BW   |